# Зар-тепе
Зар-тепе (узб. Zartepa) — городище на юге Узбекистана, расположено в 14 км к северо-западу от Старого Термеза. В I в. до н. э. — IV в. н. э. Зар-тепе был третьим по размеру городом в долине Сурхандарьи после Термеза и Дальверзин-Тепе, выполняя роль центрального поселения в Шерабодском оазисе. Около 350-х годов н. э. город завоёван Сасанидами, а с IV столетия вероятно находился под влиянием кидаритов.

## Изучение
Экспедиция Академии наук СССР провела первые раскопки Зар-тепе в 1951—1952 годах, затем в 1972 году была создана Бактрийская экспедиция Института археологии АН СССР и Института археологии АН УзССР.

## Описание
Само городище имело площадь около 17 га, глубина залегания культурного слоя — до 5 м. Укрепления с трёх сторон окружали ров и земляной вал. В северной части укреплений располагалась крепость размерами 120×120 м, а с восточной — ещё одна, размерами 60×60 м, возле которых находились городские ворота. Город рассекала пополам широкая дорога, часть площади занимали жилые дома, а остальное место, по всей видимости, было засажено плодовыми деревьями. Изначально центральная дорога имела 5—9 м в ширину, а в период наибольшего могущества Зар-тепе она была расширена до 12 м. Первые поселенцы жили в ямах, выкопанных прямо в земле, позднее жители Зар-тепе начали строить тонкостенные здания из необожжённой глины. Позже на юге по обе стороны дороги была возведена плотная жилая застройка, разделённая сетью параллельных и перпендикулярных улиц на прямоугольники площадью около 400 м², в которых жили богатые горожане. На севере планировка Зар-тепе была менее регулярной, а здания там построены менее основательно.
Все городские стены были возведены одновременно в период между существованием Греко-Бактрийского и Кушанского царства, когда была создана ирригационная система, распределявшая воды Сурхандарьи по округе. Первые стены были выстроены из кирпича-сырца, они имели толщину в 7,6 м, а каждые 35 м из них выступали полукруглые башни диаметром 6 м. Изнутри к стенам прилегал 1,4-метровый коридор, который затем застроили новой стеной десятиметровой ширины с 2,7-метровым коридором. После упадка Зар-тепе укрепления стали у́же (4 м), часть старых стен обрушилась, и их пришлось ремонтировать. На севере поселения находился дворец правителя, имевший 1,5—2-метровые стены и выходивший фасадом на главную дорогу. Внешние помещения дворца включают несколько залов с колоннами, а выход на улицу выполнен в виде айвана; в одном из таких залов была найдена расписанная и позолоченная глиняная статуя.
В середине V века н. э. Зар-тепе пострадал от пожара (сгорели дворец и ступа), стены были уничтожены, а на главной дороге, которую до того регулярно убирали, начал скапливаться мусор, что археологи считают признаком ослабления местных властей. На месте городища позже были построены отдельные усадьбы и крепости.

## Искусство
Рядом с укреплениями располагалась буддийская ступа и Куёвкурган. Внутри городских стен обнаружены керамические изделия и скульптуры в кушанском стиле, имитирующие гандхарские произведения, а также индийские, иранские и позднеримские мотивы на керамике. Керамика Зар-тепе представляет большой археологический интерес, так как местные находки позволяют изучать непрерывную эволюцию кушанской керамической традиции. Также здесь обнаружены золотые, серебряные, бронзовые предметы и костяные иглы или стилосы. Найдена надпись на бактрийском языке. В западной части археологического раскопа обнаружен небольшой квадратный дом с платформами, вероятно, религиозного назначения. В ступе найдено около 500 имитаций кушанских монет: 300 имитировали монеты Васудэвы I, остальные — Канишки III.